# Llorenç Casanova i Ruiz

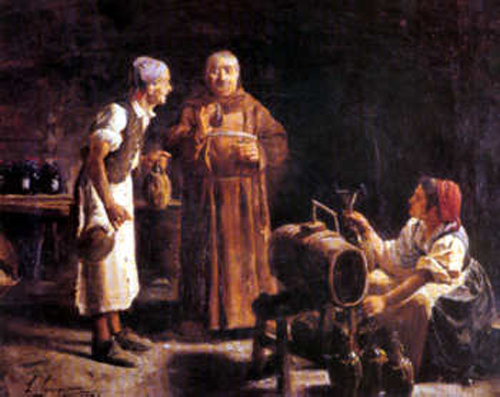
El Fraile y el Bodeguero

Lorenzo Casanova Ruiz, (Alcoi, 14 de març de 1844 – Alacant, 23 de març de 1900) pintor deixeble de Daniel Cortina a València i Federico Madrazo a Madrid, condeixeble de Eduardo Rosales i Marià Fortuny.
Fill d'un carnisser de pocs recursos econòmics és becat per la Diputació Provincial d'Alacant i viatja a Roma on viu quatre anys com a becari i quatre anys més costejant-se ell mateix l'estada. Li atorguen l'Orde d'Isabel la Catòlica i ingressa en la Reial Acadèmia de Belles Arts de San Fernando. Obres seues són Gabriel Miró xiquet, Primers pasos, Cap de Moro, El poeta, Escena d'amor còmplice, Xica amb clavell, Retrat de Joaquín Sorolla i la seua esposa Clotilde, El Frare i el Cellerer. Casat amb María Teresa Miró Moltó, és oncle del poeta Gabriel Miró, sobre el qual exercix una gran influència en la seua formació.

## Itàlia
L'any 1873 marxa a Itàlia a l'Acadèmia Chiggi on coincidix amb Fortuny que ja hi ha tractat en Madrid, i Joaquín Agrasot amb els quals conviu, així com Ignacio Pinazo Camarlench i José Benlliure Gil, germà de Mariano Benlliure.
- Obres de la seua època com a becari són: Escena de fonda, El cellerer, El pou dels franciscans, Cervantes llegint el Quixot, Zambra gitana.
- També signats a Roma són: Portadora d'aigua, Tocador de guitarra, Dos vells coneguts i Retrat de cavaller.

## Alacant
De tornada a Alcoi en 1879, al morir son pare, obri una acadèmia d'art, el Centro Artístico. pinta obres com Éxtasis de San Francisco de Asís, que és un autoretrat, homenaje a El Greco; Asunción de la Virgen i Adoración de los Pastores. Casat amb Mª Teresa Miró Moltó, s'establit a Alacant on crea la seua pròpia acadèmia, l'Academia de Casanova, i és un dels majors creadors de la segona mitat del segle xix alacantí.
Alumnes seus són Manuel Cara y Espí, Fernando Cabrera Cantó, Francisco Gisbert, Emilio Vilaplana Botella, Rafael Hernández López, Manuel Harmsen Bassencourt, Adelardo Parrilla Candela, Andrés Buforn Aragonés, Gabriel Miró i Ferrer Lorenzo Aguirre Sánchez, Emilio Varela Isabel, Lorenzo Pericás Ferrer, Vicente Bañuls Aracil i Juan Vidal i Ramos.
Va tindre com a successor al seu nebot Miquel Abad Miró (1912-94).